# فرودگاه استیرلینگ
فرودگاه استیرلینگ (به انگلیسی: Stirling Aerodrome) یک فرودگاه خصوصی است که یک باند فرود چمن و آسفالت دارد و طول باند آن ۷۱۶ متر است. این فرودگاه در کشور کانادا قرار دارد و در ارتفاع ۱۹۱ متری از سطح دریا واقع شده است.